# Herbert Blaine Lawson
Pour les articles homonymes, voir Lawson.
Herbert Blaine Lawson, Jr. (né en 1942) est un mathématicien américain. Il est surtout connu pour ses travaux sur les surfaces minimales, la géométrie calibrée (en) et les cycles algébriques. Il est professeur émérite de mathématiques à l'université d'État de New York à Stony Brook.

## Formation et carrière
Herbert Blaine Lawson naît le 4 janvier 1942 à Norristown en Pennsylvanie. Il soutient son doctorat à l'université Stanford en 1969 pour des travaux menés sous la direction de Robert Osserman, avec une thèse intitulée Minimal varieties in constant curvature manifolds. Il est professeur à Berkeley avant de rejoindre l'université d'État de New York à Stony Brook. En 1972-1973, il travaille à l'Institute for Advanced Study.

## Travaux

### Surfaces minimales
Lawson trouve en 1970 une méthode pour résoudre les problèmes de valeurs limites libres pour les surfaces euclidiennes instables à courbure moyenne constante en résolvant un problème de Plateau correspondant pour les surfaces minimales dans S3. Il construit des surfaces minimales compactes de genre arbitraire dans la 3-sphère en appliquant la solution de Charles B. Morrey, Jr. (en) du problème du Plateau aux variétés générales. Ce travail de Lawson contient un riche ensemble d'idées, parmi lesquelles la construction de surfaces conjuguées pour des surfaces à courbure moyenne minimale et constante.

### Géométrie calibrée
La théorie des calibrations, dont les racines se trouvent dans les travaux de Marcel Berger, trouve sa genèse dans l'article (Harvey et Lawson 1982), publié dans Acta Mathematica. Cette théorie est devenue importante en raison de ses nombreuses applications à la théorie de jauge et à la symétrie miroir.

### Cycles algébriques
L'article (Lawson 1989) dans les Annals of Mathematics intitulé "Algebraic Cycles and Homotopy Theory" démontre un théorème qui est maintenant appelé le « théorème de suspension de Lawson ». Ce théorème est la pierre angulaire de l'homologie de Lawson et de la cohomologie morphique qui sont définies en prenant les groupes d'homotopie des espaces cycliques algébriques de variétés complexes.

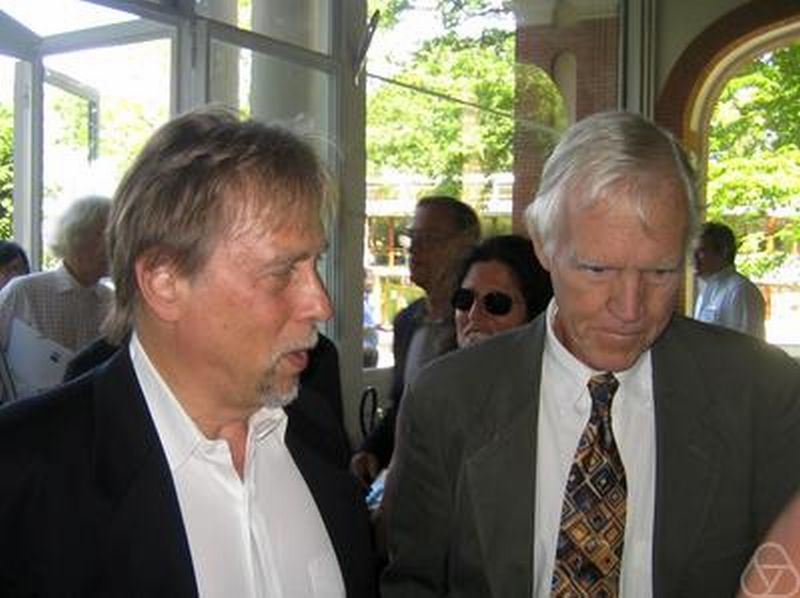
Jeff Cheeger et H. Blaine Lawson (à droite) lors d'une conférence en 2007

Ces deux théories sont duales pour les variétés lisses et ont des propriétés similaires à celles des groupes de Chow (en).

## Récompenses et distinctions
Il reçoit en 1973 le prix Leroy P. Steele de l'American Mathematical Society et il est élu à l'Académie nationale des sciences en 1995. Il est un ancien récipiendaire de la bourse Sloan et de la bourse Guggenheim, et prononce deux conférences invitées lors de congrès internationaux des mathématiciens, en 1974 à Vancouver et en 1994 à Zurich, l'une sur la géométrie et l'autre sur la topologie. Il est vice-président de l'American Mathematical Society et est membre étranger de l'Académie brésilienne des sciences.
En 2012, il devient fellow de l'American Mathematical Society. Il est élu à l'Académie américaine des arts et des sciences en 2013.

## Publications majeures
- H. Blaine Lawson, Jr., « Local rigidity theorems for minimal hypersurfaces », Annals of Mathematics, 2e série, vol. 89, no 1,‎ 1969, p. 187-197 (DOI 10.2307/1970816, JSTOR 1970816, MR 0238229, zbMATH 0174.24901)
- H. Blaine Lawson, Jr., « Complete minimal surfaces in S3 », Annals of Mathematics, 2e série, vol. 92, no 3,‎ 1970, p. 335-374 (DOI 10.2307/1970625, JSTOR 1970625, MR 0270280, zbMATH 0205.52001)
- Wu-yi Hsiang et H. Blaine Lawson, Jr., « Minimal submanifolds of low cohomogeneity », Journal of Differential Geometry, vol. 5, nos 1–2,‎ 1971, p. 1-38 (DOI 10.4310/jdg/1214429775 , MR 0298593, zbMATH 0219.53045)
- H. Blaine Lawson, Jr. et Shing Tung Yau, « Compact manifolds of nonpositive curvature », Journal of Differential Geometry, vol. 7, nos 1-2,‎ 1972, p. 211-228 (DOI 10.4310/jdg/1214430828 , MR 0334083, zbMATH 0266.53035)
- H. Blaine Lawson, Jr. et James Simons, « On stable currents and their application to global problems in real and complex geometry », Annals of Mathematics, 2e série, vol. 98, no 3,‎ 1973, p. 427-450 (DOI 10.2307/1970913, JSTOR 1970913, MR 0324529, zbMATH 0283.53049)
- H. Blaine Lawson, Jr., « Foliations », Bulletin of the American Mathematical Society, vol. 80, no 3,‎ 1974, p. 369-418 (DOI 10.1090/S0002-9904-1974-13432-4 , MR 0343289, zbMATH 0293.57014)
- F. Reese Harvey (en) et H. Blaine Lawson, Jr., « On boundaries of complex analytic varieties. I », Annals of Mathematics, 2e série, vol. 102, no 2,‎ 1975, p. 223-290 (DOI 10.2307/1971032, JSTOR 1971032, MR 0425173, zbMATH 0317.32017)
- Mikhael Gromov et H. Blaine Lawson, Jr., « Spin and scalar curvature in the presence of a fundamental group. I », Annals of Mathematics, 2e série, vol. 111, no 2,‎ 1980, p. 209-230 (DOI 10.2307/1971198, JSTOR 1971198, MR 0569070, zbMATH 0445.53025)
- Mikhael Gromov et H. Blaine Lawson, Jr., « The classification of simply connected manifolds of positive scalar curvature », Annals of Mathematics, 2e série, vol. 111, no 3,‎ 1980, p. 423-434 (DOI 10.2307/1971103, JSTOR 1971103, MR 0577131, zbMATH 0463.53025)
- Jean-Pierre Bourguignon et H. Blaine Lawson, Jr., « Stability and isolation phenomena for Yang–Mills fields », Communications in Mathematical Physics, vol. 79, no 2,‎ 1981, p. 189-230 (DOI 10.1007/BF01942061, Bibcode 1981CMaPh..79..189B, MR 0612248, zbMATH 0475.53060, S2CID 121935427, lire en ligne)
- Reese Harvey et H. Blaine Lawson, Jr., « Calibrated geometries », Acta Mathematica, vol. 148,‎ 1982, p. 47-157 (DOI 10.1007/BF02392726 , MR 0666108, zbMATH 0584.53021)
- Mikhael Gromov et H. Blaine Lawson, Jr., « Positive scalar curvature and the Dirac operator on complete Riemannian manifolds », Publications Mathématiques de l'Institut des Hautes Études Scientifiques, vol. 58,‎ 1983, p. 83-196 (DOI 10.1007/BF02953774, MR 0720933, zbMATH 0538.53047, S2CID 123212001, lire en ligne)
- H. Blaine Lawson, Jr., « Algebraic Cycles and Homotopy Theory », Annals of Mathematics, 2e série, vol. 129, no 2,‎ mars 1989, p. 253-291 (JSTOR 1971448)

Livres
- H. Blaine Lawson, Jr., Lectures on minimal submanifolds. Vol. I, Wilmington, DE, Publish or Perish, Inc., coll. « Mathematics Lecture Series » (no 9), 1980 (1re éd. 1977), 178 p. (ISBN 0-914098-18-7, MR 0576752, zbMATH 0434.53006)
- H. Blaine Lawson, Jr., The theory of gauge fields in four dimensions, Providence, RI, American Mathematical Society, coll. « CBMS Regional Conference Series in Mathematics » (no 58), 1985 (ISBN 0-8218-0708-0, DOI 10.1090/cbms/058, MR 0799712, zbMATH 0597.53001)
- H. Blaine Lawson, Jr. et Marie-Louise Michelsohn, Spin geometry, Princeton, NJ, Princeton University Press, coll. « Princeton Mathematical Series » (no 38), 1989 (ISBN 0-691-08542-0, MR 1031992, zbMATH 0688.57001)